# Halsfluss
Halsfluss, tonsillit, angina tonsillaris eller finlandssvenska: angina (latin: angere, sammantrycka, strypa) är en inflammation i tonsillerna (halsmandlarna) och kan orsakas av bakterier eller virus. De flesta halsinfektioner läker spontant inom en vecka och symtomen kan lindras med smärtlindrande läkemedel och vila. Vid vissa bakteriella halsinfektioner kan antibiotika korta tiden med symtom, men de allra flesta patienter med halsfluss blir bra inom en vecka oavsett vilken behandling de får. Inkubationstiden för halsfluss är en till tre dagar. Antalet fall i Sverige beräknas till mellan 300 000 och 350 000 per år med högre frekvens under vinterhalvåret.

## Orsak och sjukdomsbild
Virusorsakad halsfluss kan i kombination med akut halsont även ge snuva, hosta eller heshet. Vid en isolerad halsinfektion kan inte orsaken till infektionen avgöras utifrån kliniska fynd och symtom. I ungefär 30% av fallen går det inte att påvisa någon utlösande agens. I resten av fallen är de vanligaste mikroberna i en svensk kontext GAS (cirka 30 %), följt av Fusobacterium necrophorum och influensavirus typ B. Övriga streptokocker och virusformer är ovanligare. Asymtomatiskt bärarskap av GAS hos minderåriga varierar mellan 10 och 50% beroende på miljö och är i regel högre om personer i omgivningen insjuknat i halsfluss. Hos barn under 3 års ålder är streptokockorsakad halsfluss ovanligt.
Huvudsymtomen är halsont och feber. Vanliga undersökningsfynd är förstorade lymfkörtlar i halsvinklarna och beläggningar på tonsillerna. Petekier i gommen eller scarlatinautslag är typiska men ovanliga tecken på bakteriell infektion med GAS. Samtidig hosta, snuva, konjunktivit eller diarré talar snarare för viral orsak.

## Diagnostik
Klinisk undersökning av läkare eller kvalificerad sjukvårdspersonal görs enligt de fyra Centorkriterierna:
- Feber över 38,5 °C
- Ömmande lymfkörtlar i käkvinklarna
- Avsaknad av hosta
- Tonsillkriteriet:
  - Barn 3-6 år: svullna rodnade tonsiller
  - Övriga: beläggningar på tonsiller (enbart svullnad/rodnad ger ej poäng)

Differentialdiagnostisk bedömning bör fokusera på alternativa diagnoser som halsböld, epiglottit, mononukleos och viros. Uttalat dålig andedräkt kan föra tankarna till mononukleos, men snabbtest (monospot) påvisar i regel inte infektion med Epstein-Barr virus förrän efter fem till sju dagar.
Enligt svensk praxis tas snabbtest (antigentest, "strep A test") för grupp A streptokocker vid 3–4 Centorkriterier. Mindre än hälften av patienterna med 3-4 centorkriterier kan förväntas ha positivt snabbtest . Patienter med mildare symptom (färre än 3 centorkriterier) har ingen effekt av antibiotikabehandling oavsett svar på snabbtest. Svalgtest bör genomföras med pannlampa och provtagningspinnen förs över tonsillerna och bakre svalgväggen, men bör inte vidröra tunga och uvula. Testets tillförlitlighet är hög med en sensitivitet kring 90% och en specificitet närmare 95%. CRP och LPK kan inte användas för att skilja mellan bakteriell och viral tonsillit. Patienter med allmänpåverkan eller misstanke om den numera ovanliga diagnosen epiglottit ska remitteras akut.

## Behandling
Fenoximetylpenicillin (penicillin V) är förstahandsvalet vid behandling av halsfluss med grupp A streptokocker. Praxis är 10 dagars behandling, men nyare studier har visat likvärdig effekt av femdagarskur, med tillägg av ett fjärde doseringstillfälle per dygn. Detta har dock inte blivit etablerad praxis. Klindamycin är rekommenderat vid typ-1 allergi mot penicilliner. Enligt beprövad erfarenhet anses det viktigt att fullfölja hela kuren för att undvika återfall. Antibiotikabehandling vid GAS-verifierad halsfluss förkortar symtomdurationen med 1–2 dygn, men endast vid tidigt insatt behandling och endast hos patienter med kraftiga symtom.

### Recidiv
Hos upp till 10% återkommer besvären inom en månad. Recidiv bör bedömas enligt Centorkriterierna och kan vid behov provtas med antigentest för grupp A streptokocker. Även svalgodling kan vara av värde. Det finns ingen bekräftad resistens mot penicillin V hos grupp A streptokocker så vid återkommande streptokocktonsillit kan behandling med penicillin V upprepas. Klindamycin eller cefadroxil är alternativa preparat när annat agens än grupp A streptokocker orsakar sjukdomen. 

### Utebliven bättring
Vid utebliven bättring efter tre dygn eller försämring rekommenderas återbesök. Odling kan vara av värde.

### Operation
Vid mer än 3–4 recidiv på ett år, återkommande halsböld eller vid tonsillit med allvarliga komplikationer kan tonsillektomi, borttagning av halsmandlarna, övervägas. Cochrane har granskat evidensläget för tonsillektomi och konstaterat att det vetenskapliga evidensläget är begränsat och uppföljningstiden på relevanta studier är kort, max ett år. För minderåriga tycks intervention ha en viss effekt, medan värdet av tonsillektomi hos vuxna inte kunde bedömas adekvat. Man konstaterade också att värdet av operationen måste vägas mot det faktum att särskilt för vuxna är den postoperativa smärtan betydande och oavsett finns det en minimal risk för morbiditet och mortalitet.

## Röda flaggor[6]
- Allmänpåverkan
- Andningssvårigheter eller svårighet att svälja saliv
- Ensidig kraftig halssmärta
- Svår halssmärta med normalt status
- Svårt att gapa (latin: trismus)
- Halssmärta med återkommande diarré och kräkningar

### Ovanliga komplikationer
Peritonsillär abscess, sinuit, akut mediaotit, myokardit, glomerulonefrit och PANDAS. I Sverige är reumatisk feber en mycket ovanlig komplikation.